# Ка де Лунги (Лоди)
Ка де Лунги је насеље у Италији у округу Лоди, региону Ломбардија.
Према процени из 2011. у насељу је живело 23 становника. Насеље се налази на надморској висини од 69 м.